# Adriana Crispo
Adriana Crispo, var regerande dam av Antiparos 1528-1537, av Ios och Therasia 1508-1537.
Adriana Crispo var dotter till Marco II Crispo av Ios (även känd som Marco III Crispo av Santhorini), och Lucretia Loredani.
Hon gifte sig år 1508 med den venetianska adelsmannen Alvise/Alessandro Pisani. 
År 1508 ärvde hon öarna Ios och Therasia av sin far. Hon gjorde sin make till medregent jure uxoris.
Hon efterträdde 1528 sin mormor Lucrezia Loredano i Antiparos. Hon var den sista härskaren på öarna innan de erövrades av Osmanska riket 1537.